# Saudade (São Tomé)
Saudade  (dt. ~ Sehnsucht) ist ein Ort im Hinterland des Distrikts Mé-Zóchi auf der Insel São Tomé im Inselstaat São Tomé und Príncipe. 2012 wurden 118 Einwohner gezählt.

## Geographie
Der Ort schließt sich unmittelbar an den Ort Nova Moca an. Er liegt auf einer Höhe von ca. 820 m etwa drei Kilometer südwestlich von Monte Cafe.
Wenige hundert Meter nördlich des Ortes liegt der bekannte Wasserfall Cascata de São Nicolau.